# Teron
Teron (zm. 473 p.n.e.), tyran Akragas, greckiej kolonii na Sycylii. Razem z tyranem Syrakuz Gelonem pokonał w bitwie pod Himerą wojska kartagińskie. Pod jego rządami miał miejsce największy rozwój artystyczny i gospodarczy Akragas. Po jego śmierci władzę przejął jego syn Trazydeos.